# Jules Engel

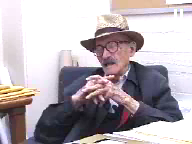
Jules Engel

Jules Engel (* 11. März 1909 in Budapest; † 6. September 2003 in Simi Valley, Kalifornien) war ein ungarisch-US-amerikanischer Maler und Trickfilmer, der auf abstrakte Animation spezialisiert war.

## Leben
Engel kam in Budapest zur Welt und zog im Alter von 13 Jahren nach Oak Park, Illinois. Er besuchte die High School und studierte 1937 für kurze Zeit an der UCLA, bevor er als Landschaftszeichner tätig wurde. Engel arbeitete anschließend als Phasenzeichner in den Charles Mintz Studios und kam im Januar 1939 zu den Disney-Studios, wo er verschiedene Tanzszenen im Langfilm Fantasia (1940) animierte. Auch Szenen des Klassikers Bambi (1942) animierte Engel, der zudem an der Colorierung des Films beteiligt war. Der Streik der Disney-Animatoren beendete 1941 Engels Zeit bei Disney.
Von 1942 bis 1944 gehörte Engel der Hal Roach Motion Picture Unit des Army Air Corps an und kam 1944 zum innovativen Animationsstudio United Productions of America. Engel war hier als Background Artist unter anderem an Filmen wie Gerald McBoing-Boing und der Mister-Magoo-Reihe beteiligt. Im Jahr 1959 verließ Engels UPA und gründete mit Herbert Klynn und Buddy Getzler das Filmstudio Format Films, das unter anderem die Trickfilmserien The Alvin Show (1961–1962) und The Lone Ranger (1966–1969) produzierte. Auch Engels eigene Filme erschienen bei Format Films, darunter mit dem Kurzanimationsfilm Icarus Montgolfier Wright (1962) auch ein oscarnominiertes Werk. Engel war auch als Maler aktiv und stellte seine Gemälde 1945 unter Vermittlung von Hazel Guggenheim erstmals in der Frederick Kahn Gallery in Los Angeles aus.
Im Jahr 1962 ging Engel nach Paris, arbeitete an mehreren Animationsfilmen, war aber auch als Bühnenbildner tätig. Er wandte sich in Frankreich auch der Arbeit an Filmbiografien zu, die er zurück in den Vereinigten Staaten fortsetzte. Über Anaïs Nin kam Engel 1968 in Kontakt mit Herbert Blau, dem ersten Direktor des California Institute of the Arts. Auf seine Anregung hin gründete Engel 1970 CalArts’ Experimental Animation Program, das er bis 2001 leitete. Zu seinen Schülern zählten Henry Selick, Tim Burton, Stephen Hillenburg und Glen Keane. Im Jahr 2001 ernannte CalArts Engel zum Institute Fellow, eine Ehre, die zuvor nur zwei anderen Menschen zuteilwurde.
Engel verstarb 2003 nach kurzer Krankheit und wurde auf dem Forest Lawn Memorial Park beerdigt. Stephen Hillenburg widmete Engel 2004 seinen Film Der SpongeBob Schwammkopf Film. Das 2003 gegründete Jules Engel Preservation Project hat sich dem Erhalt und der Pflege von Engels Gesamtwerk verschrieben.

## Filmografie
Als Regisseur
| - 1962: Icarus Montgolfier Wright - 1963: Carnival (World of Siné) - 1965: The Ivory Knife - 1965: Coaraze - 1966: The Torch and the Torso - 1967: New York 100 - 1967: Centipede - 1967: Yellow Taxi - 1968: American Sculpture of the Sixties - 1968: The Look of a Lithographer - 1968: Silence - 1969: Light Motion - 1969: Pony Express - 1971: Landscape - 1972: Jubilation - 1972: Pink Pony - 1973: Accident - 1974: Train Landscape - 1975: Rumble - 1975: Swan - 1976: Max Bill - 1976: Erogenous Zones | - 1976: Shapes & Gestures - 1977: Wet Paint - 1977: Fragments - 1977: John Hultberg - 1977: Rumble - 1978: Three Artic Flowers - 1978: Mobiles - 1978: Hors d’oeuvres - 1978: Celebration - 1986: Play Pen - 1987: Dance/Lines in Space - 1987: Interior - 1987: Gallery 3 - 1988: Times Square - 1988: Villa Rospigliosi - 1992: Papillon - 1993: Fallen Cubist - 1994: The Meadow - 1996: Lilac Garden - 1997: Aviary - 1998: Toy Shop |

Als Animator
| - 1940: Fantasia - 1942: Bambi - 1949: Ragtime Bear - 1950: Punchy de Leon - 1950: Spellbound Hound - 1950: The Miner’s Daughter - 1950: Giddyap - 1950: Trouble Indemnity - 1950: The Popcorn Story - 1950: Bungled Bungalow - 1951: Gerald McBoing-Boing - 1951: Barefaced Flatfoot - 1951: Georgie and the Dragon - 1952: Man Alive! - 1952: The Oompahs - 1952: Sloppy Jalopy - 1952: Madeline - 1953: Little Boy with a Big Horn - 1953: Christopher Crumpet - 1953: Gerald McBoing-Boing’s Symphony | - 1954: Ballet-Oop - 1954: Fudget’s Budget - 1954: How Now Boing Boing - 1955: Christopher Crumpet’s Playmate - 1955: Stage Door Magoo - 1955: The Rise of Duton Lang - 1956: Gerald McBoing! Boing! on Planet Moo - 1956: Magoo Goes West - 1956: The Jaywalker - 1957: Magoo’s Masquerade - 1957: Magoo’s Moose Hunt - 1958: Sailing and Village Band - 1958: Scoutmaster Magoo - 1959: Bwana Magoo - 1959: Picnics Are Fun and Dino’s Serenade - 1959: Terror Faces Magoo - 1959: 1001 Arabian Nights - 1960: Popeye the Sailor (TV-Serie) - 1960: Le monde de Siné |

## Auszeichnungen (Auswahl)
- 1963: Oscarnominierung in der Kategorie Bester animierter Kurzfilm für Icarus Montgolfier Wright
- 1966: Tafel „Löwe von San Marco“ auf den Internationalen Filmfestspielen von Venedig für The Ivory Knife: Paul Jenkins at Work
- 1977: Internationale Filmfestspiele von Cannes 1977 – im Wettbewerb um die Goldene Palme für den Besten Kurzfilm für Rumble
- 1992: Golden Award der Motion Picture Screen Cartoonists Awards
- 1992: Norman McLaren Heritage Award der ASIFA-Canada auf dem Ottawa International Animation Festival
- 1995: Winsor McCay Award der ASIFA-Hollywood bei den Annie Awards
- 1998: „Friz“ Lifetime Achievement in Animation auf dem Santa Clarita International Film Festival